# Chahreddine Boukholda
Chahreddine Boukholda surnommé Chano, né le 24 mai 1996 à Marseille, est un footballeur franco-algérien qui joue comme Milieu offensif au MC Oran.

## Carrière
Chahreddine Boukholda commence à jouer au football au Sporting Club Air Bel à Marseille. Il est repéré en 2011 par l'AS Monaco où il sera formé jusqu'en 2015 avant d'évoluer avec l'équipe deuxième du club jusqu'en 2017. Cette année là, il rejoint le LOSC Lille pour deux saisons,.
En 2019, il quitte la France pour rejoindre le championnat portugais par le biais de Belenenses SAD et en 2021, il signe pour le CD Mafra.
En 2021, il part en Bulgarie pour rejoindre FK Arda Kardjali et en 2023 il rejoint le club SFK Etar Veliko Tarnovo.
En 2024, il change à nouveau de destination vers l'Algérie ou il signe avec le Mouloudia Club Oran.

## Vie privée
Chahreddine Boukholda est né à Marseille, en France, de parents algériens originaires d'Oran, il possède la double nationalité algérienne et française.